# Teya

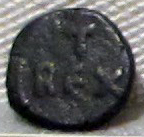
Moneda de bronce de Teya

Teya (fallecido en el 552 o 553), también conocido como Teja, Theia, Thila, Thela o Teias, fue el último rey ostrogodo en Italia.

## Biografía
Teya era un oficial que sirvió bajo el mando de Totila.
Cuando este fue derrotado y muerto en la batalla de Tagina (también conocida como batalla de Busta Gallorum), en la que murió la mitad del ejército ostrogodo, unos 6000 soldados,
 el bravo Teya fue elegido su sucesor y levantado sobre un escudo al uso godo.
En su camino hacia el sur de Italia, consiguió el apoyo de prominentes figuras en el ejército de Totila ―como Scipuar, Gundulf (Indulf), Gibal y Ragnaris― para hacer su último ataque contra el general bizantino Narsés en la batalla de Mons Lactarius, al sur de Nápoles, en octubre del 553.
El ejército ostrogodo volvió a ser derrotado. Teya murió, su hermano Aligern se rindió, Scipuar y Gibal probablemente cayeron. Gundulf y Ragnaris escaparon del campo; este último fue mortalmente herido después de una tentativa de asesinato por agentes de Narsés.
Con esta derrota terminó la resistencia organizada de los ostrogodos. Aunque el último noble ostrogodo, Widhin, se rebeló al norte de Italia en el año 550 y fue capturado en el 561 o 562, unos mil ostrogodos desaparecieron en la oscuridad como fuerza política en la península italiana y otros tomaron el exilio al Reino visigodo. La mayor parte pasaron a formar parte de la población rural y civil italiana y en las zonas de asentamiento más numeroso como en el Tirol italiano, Trentino y el Friul todavía dos siglos después se registraba su idioma.
| Predecesor: Totila | Rey de los ostrogodos 552-553 | Sucesor: No tuvo |